# Oluf H. Krabbe
Oluf Haraldsen Krabbe, född 19 maj 1872, död 19 april 1951, var en dansk jurist, son till Harald Krabbe.
Krabbe blev juris kandidat 1895, kriminalretsassessor 1911, domare i Köpenhamns Byret 1919, i Östre Landsret, och blev professor i rättsvetenskap vid Köpenhamns universitet 1925. Krabbe ägnade sig huvudsakligen åt straffrätten, vari han utgav flera avhandlingar. Han var vidare medlem av tiondelagskommissionen 1918, fästlovskommissionen 1910 och strafflagskommissionen 1918, samt utgav 1930-31 Borgerlig Skattelov.